# Salvatore Termini
Salvatore Termini (Palermo, 6 aprile 1967) è un attore italiano, noto per aver interpretato il personaggio soprannominato King Kong nei due film successo del regista Marco Risi: Mery per sempre e Ragazzi fuori.

## Biografia
Nasce nel quartiere Il Capo di Palermo, è analfabeta e vive di espedienti e, come nel film, viene chiamato King Kong dagli amici, tra cui Alfredo Li Bassi, Filippo Genzardi, Roberto Mariano, Francesco Benigno. Iscritto a un'agenzia dello spettacolo, viene scelto da Marco Risi in persona. A causa del suo analfabetismo, sul set impara le battute ascoltandole dal registratore. Impara poi in seguito a scrivere e a parlare meglio in italiano. Lascia la Sicilia, vive a Novara e a Verona, per poi ritornare a Palermo. 

### La notorietà
Si trasferisce a Verona insieme ad alcuni parenti e viene chiamato per il film Vite perdute, dove interpreta il ruolo di Scimmietta. Successivamente appare in alcuni film comici, come Anni 90 - Parte II (nell'episodio Luna di fiele) e partecipa a molti video musicali, tra cui Pensa, di Fabrizio Moro e Guagliò, di Tommy Riccio. Recita da protagonista anche nel film Ragazzi fuori, in cui ritrova quasi tutti gli amici e colleghi di lavoro di Mery per sempre. Nel 2012 è presente nella quarta stagione di Squadra antimafia - Palermo oggi.

## Filmografia

### Cinema
- Mery per sempre, regia di Marco Risi (1989)
- Ragazzi fuori, regia di Marco Risi (1990)
- Vite perdute, regia di Giorgio Castellani (1992)
- Ultimo respiro, regia di Felice Farina (1992)
- Anni 90 - Parte II, regia di Enrico Oldoini (1992)
- Le buttane, regia di Aurelio Grimaldi (1994)
- Enzo, domani a Palermo!, regia di Daniele Ciprì e Franco Maresco (1999)
- Arresti domiciliari, regia di Stefano Calvagna (2000)
- Il latitante, regia di Ninì Grassia (2003)
- I picciuli, regia di Enzo Cittadino e Annarita Cocca (2009)

### Televisione
- Squadra antimafia - Palermo oggi 4, regia di Beniamino Catena (2012) - serie TV

## Video musicali
- 1990 - Chiama piano - (Pierangelo Bertoli - Fabio Concato)
- 2005 - Carcere - (Francesco Benigno)
- 2007 - Pensa - (Fabrizio Moro)[4]

- 2010 - Guagliò - (Tommy Riccio)[5]

## Riconoscimenti
- Mostra internazionale d'arte cinematografica di Venezia
  - 1990 – Ciak d'oro per Ragazzi fuori[6]